# .et
.et és el domini de primer nivell territorial (ccTLD) d'Etiòpia. "et" també significa "i" en francès i llatí, cosa que permetria molts jocs de paraules amb el nom de domini, si no fos perquè no es poden vendre dominis de segon nivell. El registre es fa el tercer nivell.

## Dominis de segon nivell
Hi ha alguns dominis de segon nivell.
- .com.et, per a empreses comercials.
- .gov.et, per a organitzacions governamentals.
- .org.et, per a organitzacions sense ànim de lucre i ONGs.
- .edu.et, per a institucions educatives.
- .net.et, per a empreses relacionades amb la xarxa.
- .biz.et, per a negocis.
- .name.et, per a particulars.
- .info.et, per a usos diversos.